# Tandpulpa

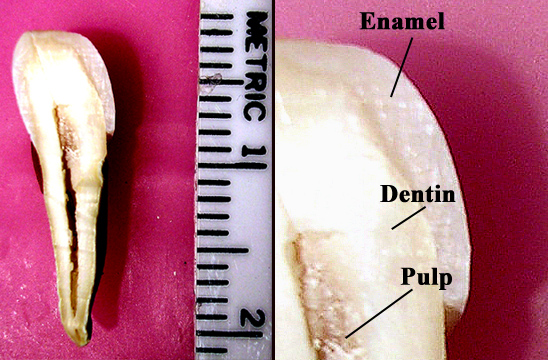
Tand med pulpa markerad

Tandpulpan är mjukvävnaden inuti en tand. I denna återfinns i friskt tillstånd blodkärl, nerver, lymfkärl, fibrös bindväv och vid pulpans yttre begränsning mot dentinet, odontoblaster (dentinbildande celler). En vanlig folksjukdom är karies, bakterieorsakad tandinfektion, som kan leda till inflammation i pulpan (pulpit) och senare pulpanekros (vävnadsdöd i pulpan). Tandpulpans sjukdoms-  och terapilära kallas endodonti. Endodonti är också ett specialistområde inom tandläkaryrket.